# 柳本光晴
柳本 光晴（やなもと みつはる）は、日本の漫画家。徳島県徳島市出身。本名同じ。

## 略歴
徳島県立城北高等学校から電気通信大学へ。大学合格とともに上京し、漫画研究会で初めて同人誌を作成する。それから同人サークル「TTT」を主宰し約10年活動を続けた。
2011年、『ビッグガンガン』創刊号に読切「きっとかわいい女の子だから」が掲載され、商業誌デビューを果たす。2014年からは『ビッグコミックスペリオール』にて、初の長編となる『響 〜小説家になる方法〜』の連載を開始。同作はマンガ大賞2017大賞を受賞したほか、2018年に平手友梨奈主演で実写映画化されるなどヒット作となる。同作終了後は2020年より『週刊少年サンデー』にて『龍と苺』の連載を開始する。

## 作品リスト
- 『女の子が死ぬ話』双葉社〈アクションコミックス〉、2014年2月10日発売[6]、ISBN 978-4-575-84343-9（『月刊アクション』2013年7月号 - 2014年2月号）
- 『きっとかわいい女の子だから』双葉社〈アクションコミックス〉、2014年9月10日発売[7]、ISBN 978-4-575-84478-8、短編集
- 『響 〜小説家になる方法〜』小学館〈ビッグコミックス〉全13巻（『ビッグコミックスペリオール』2014年18号 - 2019年21号）
- 『龍と苺』小学館〈少年サンデーコミックス〉既刊21巻（『週刊少年サンデー』2020年25号 - 連載中）